# Cipeundeuy (Cipeundeuy)
Cipeundeuy is een bestuurslaag in het regentschap Subang van de provincie West-Java, Indonesië. Cipeundeuy telt 9993 inwoners (volkstelling 2010).